# Овчинников, Павел Николаевич
Па́вел Никола́евич Овчи́нников (1903—1979) — советский ботаник. Академик АН Таджикской ССР (1957). Герой Социалистического Труда (1969).

## Биография
Родился 10 (23) апреля 1903 года в Уфе. Учился в Ленинградском университете, в 1925 году окончил его. С 1926 по 1931 принимал участие в нескольких научных экспедициях в Казахстан. С 1931 по 1941 работал в Ботаническом институте АН СССР в Ленинграде. В 1945 году Овчинников был назначен директором Института ботаники АН Таджикской ССР. В 1957 году Павел Овчинников стал академиком-секретарём отделения естественных наук АН Таджикской ССР. Он издал множество публикаций, посвящённых флоре Средней Азии и Европейской части СССР, также являлся автором нескольких монографий злаковых, розовых, лютиковых и первоцветных. Овчинников принимал участие в обработке этих семейств для изданий «Флора СССР», «Флора Забайкалья» и «Флора Узбекистана». Кроме того, Павел Николаевич являлся главным редактором издания «Флора Таджикистана».
Скончался 21 декабря 1979 года, похоронен на Центральном кладбище Душанбе.

## Награды
- Герой Социалистического Труда (1969)[4]
- Орден Ленина
- Орден Ленина
- Орден Трудового Красного Знамени
- Орден «Знак Почёта»
- Медали

## Некоторые виды растений, названные в честь П. Н. Овчинникова
- Androsace ovczinnikovii Schischk. & Bobrov, 1952
- Arabidopsis ovczinnikovii Botsch., 1978 [syn.  Crucihimalaya ovczinnikovii (Botsch.) Al-Shehbaz, O'Kane & R.A.Price, 1999]
- Astragalus ovczinnikovii Boriss., 1937
- Betula ovczinnikovii V.N.Vassil., 1963
- Cousinia ovczinnikovii Tscherneva, 1962
- Delphinium ovczinnikovii Kamelin & Pissjauk., 1968
- Ferula ovczinnikovii Pimenov, 1983
- Hedysarum ovczinnikovii Karimova ex Kovalevsk., 1981
- Oxytropis ovczinnikovii Abdusal., 1970
- Paulia ovczinnikovii Korovin, 1973 [syn.  Neopaulia ovczinnikovii (Korovin) Pimenov & Kljuykov, 1983]
- Ranunculus ovczinnikovii Kovalevsk., 1972
- Stipa ovczinnikovii Roshev., 1934

| Фотография | Название                     |
| ---------- | ---------------------------- |
|            | Ranunculus monophyllus Ovcz. |